# Becharof Lake
Der Becharof Lake oder Becharofsee ist ein 60 km langer und 24 km breiter See auf der Alaska-Halbinsel im US-Bundesstaat Alaska. 
Mit einer Fläche von 1170 km² ist er nach dem Iliamna Lake der zweitgrößte See Alaskas. Er befindet sich 37 km südwestlich der Stadt Egegik und liegt im Becharof National Wildlife Refuge.
Der See wird vom Egegik River nach Westen hin zur Bristol Bay entwässert.
Der See wurde 1868 vom Naturforscher William Healey Dall nach dem russischen Navigator Dmitri Botscharow benannt, der Alaska 1788 erkundet hatte.